# Micropeza tarsalis
Micropeza tarsalis är en tvåvingeart som först beskrevs av Aczel 1949.  Micropeza tarsalis ingår i släktet Micropeza och familjen skridflugor. Inga underarter finns listade i Catalogue of Life.